# محوطه ۷۱ بررسی‌های منطقه قمرود
محوطه ۷۱ بررسی‌های منطقه قمرود مربوط به دوران پیش از تاریخ ایران باستان است و در شهرستان قم، بخش مرکزی، منطقه البرز واقع شده و این اثر در تاریخ ۱۹ اسفند ۱۳۸۰ با شمارهٔ ثبت ۴۸۵۵ به‌عنوان یکی از آثار ملی ایران به ثبت رسیده است.